# Eve Arnold
Pour les articles homonymes, voir Arnold.
Eve Arnold (née le 21 avril 1912 à Philadelphie et morte le 4 janvier 2012 à Londres) est une photographe et photojournaliste américaine.

## Jeunesse
Eve Arnold naît en 1912 aux États-Unis (à Philadelphie en Pennsylvanie). Ses parents sont des immigrants juifs d'origine russe ou ukrainienne, William Cohen (né Velvel Sklarski), rabbin, et sa femme Bessie (Bosya Laschiner). Elle vient d'une famille de neuf enfants,.

## Formation et carrière
Son intérêt pour la photographie débute en 1946, quand elle travaille pour un laboratoire photo à New York. Eve Arnold étudie la photographie de 1947 à 1948 à la New School de New York. Elle acquiert des compétences photographiques en 1948 auprès du directeur artistique de Harper's Bazaar, Alexey Brodovitch, qui y enseigne. Elle rejoint l’agence photo  Magnum en 1951 et en devient membre à part entière en 1957.
Eve Arnold est surtout connue pour ses photographies de Marilyn Monroe, sur une longue durée, à partir de 1951. Une certaine complicité s'est créée au fil des ans entre elle et cette star du cinéma. « Quand nous nous sommes rencontrées », a-t-elle expliqué , « nous étions deux jeunes débutantes. Elle était une starlette et n'avait pas encore sa place dans la hiérarchie d'Hollywood. Je commençais comme photographe. Aucune de nous deux ne maîtrisait son métier, et cela a créé un lien entre nous ». Plusieurs photographes sont présents par exemple sur le tournage du dernier film de Marilyn Monroe, Les Désaxés (sorti en 1961), mais ses photos sont particulièrement remarquées, montrant les tensions existant entre les différents acteurs, et donnant à voir des images crues sous le soleil d’une Marilyn Monroe assez fragile. Une exposition de ces photos jusqu'alors invisibles a été montrée à la Galerie Paisible à Londres en mai 2005.
Eve Arnold quitte les États-Unis au début des années 1960 avec son fils, Francis, se déplaçant en Angleterre, qui devient finalement son pays adoptif. Elle y travaille pour le Sunday Times, et commence alors à sérieusement utiliser la couleur comme un moyen pour la photographie.
Non seulement Eve Arnold photographie des célébrités comme la reine Élisabeth II, Malcolm X ou Margaret Thatcher,, mais elle réalise aussi des photos en Chine communiste, par exemple, ou encore de l'apartheid en Afrique du Sud.
En 1980 a lieu sa première exposition, qui montre son travail photographique fait en Chine, au Brooklyn Museum à New York. La même année, elle reçoit le Prix pour l'ensemble des réalisations de l'American Society of Magazine Photographers. En 1995, elle est faite membre honoraire de la Royal Photographic Society et élue Maître Photographe par le Centre international de photographie de New York. Elle a aussi fait une série de portraits des femmes des Présidents américains.
Malade, Eve Arnold vit ensuite dans une maison de retraite à Pimlico. Elle meurt le 4 janvier 2012, à Londres, presque centenaire,,.

## Publications
- (en) Eve Arnold, The Unretouched Woman, New York, Knopf, 1976 (ISBN 978-0394401942)[6]
- (en) Eve Arnold, In China, Alfred A. Knopf, 1980 (ISBN 978-0394509013)
- (en) Eve Arnold, In America, Alfred A. Knopf, 1986 (ISBN 978-0394522357)
- (en) Eve Arnold, Marilyn Monroe : An Appreciation, Hamish Hamilton, 1987 (ISBN 978-0241123812)
- (en) Eve Arnold, In Retrospect, Sinclair-Stevenson, 1987 (ISBN 978-1856192385)
- (en) Eve Arnold, All in a Day's Work, Bantam, 1989 (ISBN 9780553057218)
- (en) Eve Arnold, The Great British, Knopf, 1991 (ISBN 9780394578491)
- Eve Arnold, Ciné-Roman, Cahiers du Cinéma, 2001 (ISBN 978-2866422974)
- (en) Eve Arnold, Film journal, Bloomsbury Pub., 2002 (ISBN 978-1582342481)
- (en) Eve Arnold's People, Thames & Hudson, 2009 (ISBN 978-0500543719)
- (en) Eve Arnold, All About Eve : The Photography of Eve Arnold, teNeues, 2012 (ISBN 978-3832796419)
- (en) Eve Arnold, Hommage, Schirmer/Mosel, 2012 (ISBN 978-3829606011)
- (en) Eve Arnold, Silvana, 2014 (ISBN 978-8836627936)
- (en) Janine di Giovanni, Eve Arnold, Prestel, coll. « Magnum Legacy », 2015 (ISBN 978-3791349633)
- Clara Bouveresse, Femmes à l'Œuvre, Femmes à l'Épreuve : Unretouched Women: Eve Arnold, Abigail Heyman, Susan Meiselas, Actes Sud, 2019 (ISBN 978-2330125196)